# Butterfly Boucher
Butterfly Boucher (Adelaide, 1979. június 2. –) ausztrál dalszerző, énekes.

## Élete
1979. június 2-án született, hét lánytestvér között középsőként. A "Butterfly" (pillangó) nevet a család egy közeli barátja adta neki. A későbbiekben egyik testvére zenekart alapított, a The Mercy Bell-t, melynél Butterfly basszusgitárosként működött.

## Munkássága
Flutterby című albuma 2003-ban jelent meg, 2004–2005 közt Európában turnézott.
Jelentős hírnevet szerzett azáltal, hogy a Shrek 2 számlistája számára feldolgozták David Bowie-val a Changes számát.